# Ordine di reazione
In chimica, l'ordine di reazione relativo ad un reagente è l'esponente al quale è elevata la concentrazione del reagente nell'equazione cinetica.

Lo studio della cinetica chimica di una reazione consiste principalmente nella determinazione sperimentale della sua equazione cinetica, una legge che lega la velocità di reazione alla concentrazione molare di uno o più reagenti elevata a un esponente che non coincide necessariamente con il corrispondente coefficiente stechiometrico della reazione globale.
Determinare sperimentalmente l'ordine di una reazione rispetto ai suoi reagenti e prodotti può dare indicazioni per capirne il meccanismo.

## Definizione
Data una generica reazione (diretta o irreversibile):
aA + bB → cC + dD
la legge cinetica è del tipo:
{\displaystyle r=k\left[A\right]^{m}\left[B\right]^{n}}
[Attenzione in alcuni testi la velocità di reazione viene espressa con {\displaystyle v}]
k è una costante positiva detta costante di velocità della reazione, e rappresenta la velocità iniziale della reazione quando i reagenti hanno concentrazione unitaria; m ed n sono degli esponenti non necessariamente uguali ad a e b.
Il valore di k, a discapito del nome, non è costante e varia con la temperatura del sistema.
Si definisce ordine globale di reazione la somma di m con n:
{\displaystyle \mathrm {RO} =m+n}
Si definisce ordine parziale di reazione, riferito ad una singola specie reagente, l'esponente che accompagna la specie presa in esame nella legge cinetica:
{\displaystyle \mathrm {RO_{A}} =m}
{\displaystyle \mathrm {RO_{B}} =n}

## Reazioni dirette di ordine zero
Si chiamano reazioni di ordine zero quelle reazioni la cui velocità è indipendente dalla concentrazione dei reagenti. Questo non è un comportamento raro.
La legge cinetica è:
{\displaystyle r={\frac {d\left[A\right]}{dt}}=-k}
Possiamo arrangiare ed integrare la l'equazione nel seguente modo:
{\displaystyle d[A]=-kdt\rightarrow \int _{[A]_{0}}^{[A]}d[A]=-k\int _{0}^{t}dt}
Risolvendo l'integrale otteniamo l'equazione:
{\displaystyle [A]=[A]_{0}-kt}

## Reazioni dirette del primo ordine

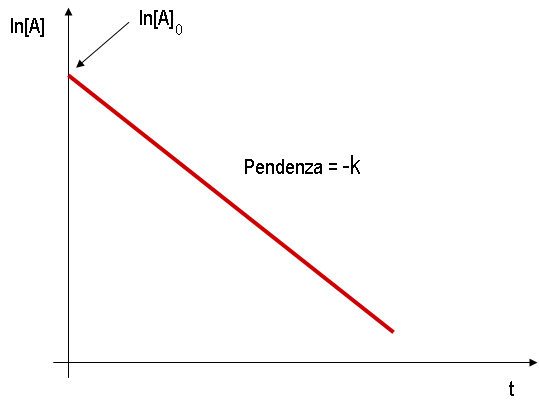
Diagramma logaritmico per verificare graficamente le reazioni di primo ordine. Se la reazione in questo diagramma risulta rappresentata da una retta calante, la reazione è del primo ordine. Invece, tanto più la reazione si discosta da una retta calante, tanto meno è approssimabile come reazione del primo ordine.

Le reazioni del primo ordine sono quelle reazioni la cui velocità dipende dalla concentrazione di un solo reagente elevato ad un esponente pari ad 1.
{\displaystyle r=-k\left[A\right]}
La velocità istantanea di reazione globale coincide con la velocità istantanea di reazione di A, reagente che man mano diminuisce. Vale allora che {\displaystyle r=r_{A}}. Quindi:
{\displaystyle {\frac {d\left[A\right]}{dt}}=-k\left[A\right]}
Scambiamo l'ordine dei termini in modo da applicare il metodo di separazione delle variabili:
{\displaystyle {\frac {d\left[A\right]}{\left[A\right]}}=-kdt}
integrando fra {\displaystyle t=0} e t generico avremo:
{\displaystyle \int _{\left[A\right]_{0}}^{\left[A\right]}{\frac {d\left[A\right]}{\left[A\right]}}=-k\int _{0}^{t}dt}
e risolvendo l'integrale:
{\displaystyle \left[A\right]=\left[A\right]_{0}e^{-kt}}

## Reazioni dirette del secondo ordine

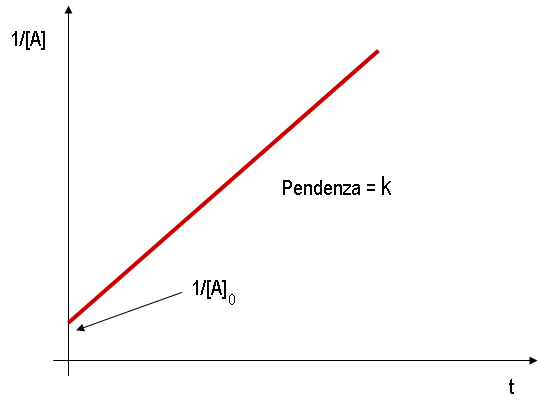
Grafico caratteristico delle reazioni di secondo ordine. Si ottiene diagrammando 1/[A] in funzione del tempo

Le reazioni del secondo ordine sono quelle reazioni la cui velocità dipende dalla concentrazione di uno o più reagenti in modo tale che la somma degli esponenti sia pari a 2.
{\displaystyle r=-k\left[A\right]^{2}}
La velocità istantanea di reazione globale coincide con la velocità istantanea di reazione di A, reagente che man mano diminuisce. Vale allora che {\displaystyle r=r_{A}}. Quindi:
{\displaystyle {\frac {d\left[A\right]}{dt}}=-k\left[A\right]^{2}}
Scambiamo l'ordine dei termini in modo da applicare il metodo di separazione delle variabili:
{\displaystyle {\frac {d\left[A\right]}{\left[A\right]^{2}}}=-kdt}
integrando fra {\displaystyle t=0} e t generico avremo:
{\displaystyle \int _{\left[A\right]_{0}}^{\left[A\right]}{\frac {d\left[A\right]}{\left[A\right]^{2}}}=-\mathrm {k} \int _{0}^{t}dt}
Risolvendo l'integrale otteniamo:
{\displaystyle {\frac {1}{\left[A\right]}}-{\frac {1}{\left[A\right]_{0}}}=\mathrm {k} t}

## Reazioni del secondo ordine con due reagenti
Una reazione del secondo ordine oltre ad avere la forma adottata nel paragrafo precedente, può adottare anche la seguente forma nel caso {\displaystyle A+B\rightarrow P}, in questo caso la velocità di reazione diventa:
{\displaystyle r={d[A] \over dt}=-k_{v}[A][B]}
In questo caso l'equazione può essere integrata per ricavare la variazione dei reagenti in funzione del tempo, prima di integrare notiamo che la concentrazione di {\displaystyle A} diminuisce a {\displaystyle [A]_{0}-x}, mentre {\displaystyle B} diminuisce di {\displaystyle [B]_{0}-x}, a questo punto li sostituiamo nell'equazione precedente ottenendo: 
{\displaystyle r={d[A] \over dt}=-k_{v}([A]_{0}-x)([B]_{0}-x)}
Poiché {\displaystyle [A]=[A]_{0}-x} ne segue che {\displaystyle d[A]/dt=-dx/dt}, di conseguenza possiamo riscrivere la legge cinetica come:
{\displaystyle r={dx \over dt}=-k_{v}([A]_{0}-x)([B]_{0}-x)}
A questo punto possiamo integrare utilizzando la condizione iniziale dove {\displaystyle x=0} quando {\displaystyle {\ce {t=0}}} quindi:
{\displaystyle \int _{0}^{x}{dx \over ([A]_{0}-x)([B]_{0}-x)}=k_{v}\int _{0}^{t}dt}
L'integrale precedente viene risolto con il metodo delle frazioni parziali, alla fine dell'integrazione e dopo aver sistemato l'espressione, il nostro risultato finale sarà:
{\displaystyle \ln {\frac {([B]/[B]_{0})}{([A]/[A]_{0})}}=k_{v}t([B]_{0}-[A]_{0})}

## Reazioni dirette di ordine N
Si chiamano reazioni di ordine N (N non nullo positivo, intero o semi-intero e diverso da 1) quelle reazioni la cui velocità dipende dalla concentrazione di uno o più reagenti in modo tale che la somma degli esponenti sia pari a N.
La legge cinetica è:
{\displaystyle r=-{k}\left[A\right]^{N}}
La velocità istantanea di reazione globale coincide con la velocità istantanea di reazione di A, reagente che man mano diminuisce. Vale allora che {\displaystyle r=r_{A}}. Quindi:
{\displaystyle {\frac {d\left[A\right]}{dt}}=-k\left[A\right]^{N}}
Scambiamo l'ordine dei termini in modo da applicare il metodo di separazione delle variabili:
{\displaystyle {\frac {d\left[A\right]}{\left[A\right]^{N}}}=-\mathrm {k} dt}
integrando fra {\displaystyle t=0} e t generico avremo:
{\displaystyle \int _{\left[A\right]_{0}}^{\left[A\right]}{\frac {d\left[A\right]}{\left[A\right]^{N}}}=-\mathrm {k} \int _{0}^{t}dt}
Dall'integrazione otteniamo:
{\displaystyle \left({\frac {1}{N-1}}\right)\left({\frac {1}{\left[A\right]^{N-1}}}-{\frac {1}{\left[A\right]_{0}^{N-1}}}\right)=\mathrm {k} t}